# Jarosław (imię)
Jarosław, Jerosław, Jirosław – męskie imię słowiańskie oznaczające kogoś, kto ma mocną, silną sławę. Słowo jary = krzepki, mocny, silny w okresie przedchrześcijańskim miało to samo znaczenie co słowo święty. Słowo święty dopiero później przyjęło swoje obecne znaczenie. Zatem w okresie przed chrztem Polski imiona Jarosław i Świętosław znaczyły to samo. Później, w okresie chrystianizacji, imiona pogańskie zastępowano łacińskimi.
Do końca XV wieku imię to zanotowano u około 700 osób.

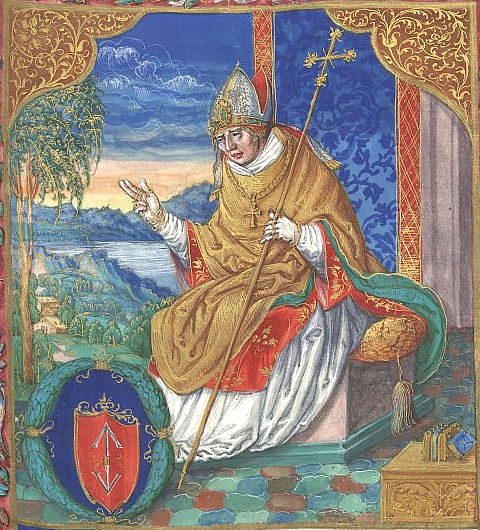
Jarosław Bogoria Skotnicki

Imieniny: 21 stycznia, 25 kwietnia, 7 czerwca.
Żeńskie odpowiedniki: Jarosława, Jerosława.
Podobne imiona: Jarogniew, Jaromir, Jaropełk i Jarostryj.

## Znane osoby noszące imię Jarosław

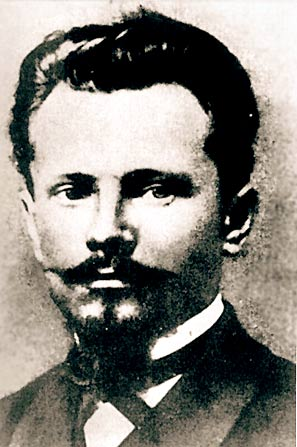
Jarosław Dąbrowski

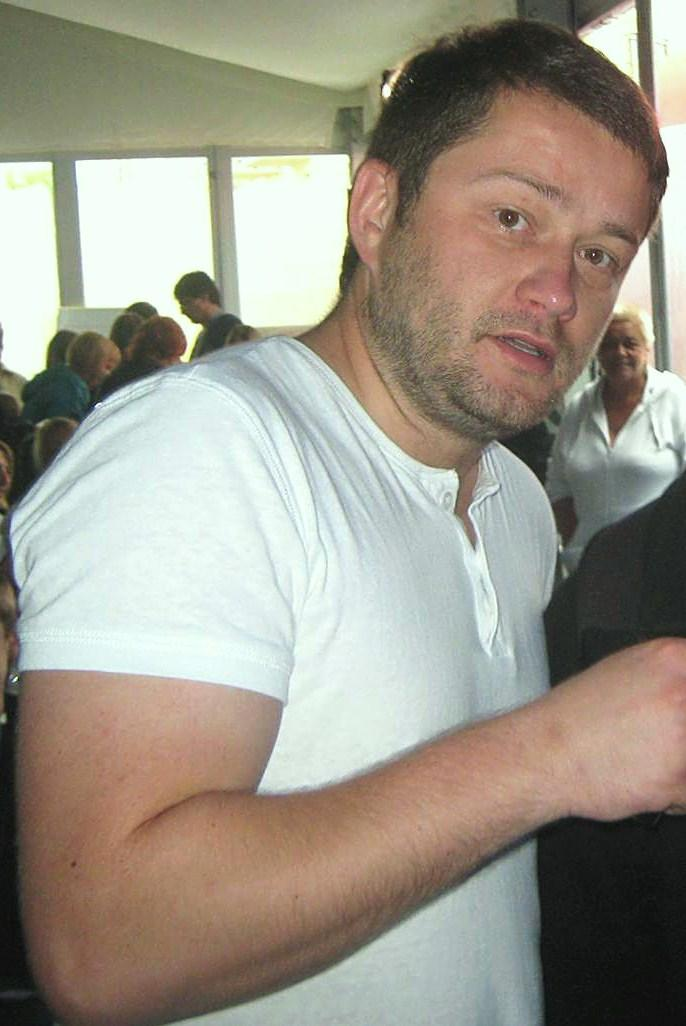
Jarosław Kuźniar

- książę Jarosław Mądry (978–1054) – władca Rusi Kijowskiej,
- Jarosław opolski – książę opolski, biskup wrocławski,
- Jarosław Bako – polski piłkarz,
- Jarosław z Bogorii i Skotnik (ok. 1276–1376) – arcybiskup gnieźnieński,
- gen. Jarosław Dąbrowski (1836–1871) – polski działacz rewolucyjno-demokratyczny,
- Jarosław Jaromi Drażewski (1961–) – polski gitarzysta bluesowy,
- Jaroslav Foglar (1903–1999) – czeski pisarz,
- Jarosław Gowin (1961–) – polski polityk, w latach 2005–2007 senator, minister sprawiedliwości w latach 2011–2013, w latach 2015–2020 wicepremier RP, oraz minister nauki i szkolnictwa wyższego, od 2007 roku poseł
- Jarosław Gugała (1959–) – polski dziennikarz i dyplomata
- Jarosław Gruda (1965–) – polski aktor filmowy i telewizyjny
- Jarosław Hampel (1982–) – polski żużlowiec
- Jaroslav Hašek (1883–1923) – czeski pisarz, autor przygód Szwejka
- Jaroslav Heyrovský (1890–1967) – czeski chemik, laureat Nagrody Nobla w dziedzinie chemii w 1959
- Jarosław Iwaszkiewicz (1894–1980) – polski pisarz
- Jarosław Jakimowicz (1969–) – polski aktor
- Jarosław Kaczyński (1949–) – polski polityk, w latach 1989–1991 senator, w latach 2006–2007 premier RP, od 1991 poseł
- Jarosław Kalinowski (1962–) – polski polityk ludowy, w latach 1993–2009 poseł, wicepremier RP w latach 1997 i 2001-2003, w 1997 roku minister rolnictwa i gospodarki żywnościowej, w latach 2001–2003 minister rolnictwa i rozwoju wsi, od 2009 europarlamentarzysta
- Jarosław Kozidrak (1955–2018) – polski gitarzysta rockowy, klawiszowiec i kompozytor; współzałożyciel zespołu Bajm
- Jarosław Kret (1963–) – polski dziennikarz telewizyjny
- Jarosław Krupski – polski piłkarz
- Jarosław Kulczycki – polski dziennikarz telewizyjny
- Jarosław Kurski (1963–) – polski dziennikarz i publicysta
- Jarosław Kuźniar – polski dziennikarz telewizyjny
- Jarosław Mianowski – polski muzykolog (1966–2009)
- Jaroslav Pitner – czechosłowacki hokeista i trener
- Jarosław Polak (1972–) – polski perkusista, gitarzysta, basista i wokalista
- Jaroslav Sakala – czeski skoczek narciarski
- Jaroslav Seifert (1901–1986) – poeta czeski, laureat literackiej Nagrody Nobla w roku 1984
- Jarosław Szlagowski (1959-) – polski perkusista rockowy
- Jarosław Śmietana (1951–2013) – polski gitarzysta jazzowy
- Jarosław Urbaniak (ur. 1966) – polski polityk
- Jarosław Źrałka (ur. 1976) – polski archeolog
- Jarosław Żamojda (1960–) – polski reżyser filmowy i operator

## Święci Cerkwi Prawosławnej[2]
- św. Jarosław Mądry – święty władca[3],
- św. Jarosław Sawicki (Jamski) – święty kapłan męczennik (nowomęczennik), prezbiter[4],